# Kulturrevolutionen
Kulturrevolutionen (無產階級文化大革命, bogstavligt 'Den store proletariske kulturrevolution') eller Den store proletære kulturrevolution var en politisk kampagne i Folkerepublikken Kina, iscenesat af Mao Zedong, formanden for Kinas kommunistiske parti, med støtte fra en radikal yngre generation i og i umiddelbar nærhed af partiet.
Kampagnen indledtes ved et møde i kommunistpartiets centralkomité i 1966 ved et kup ved at tillade et stort antal yngre aktivister, som ikke var ordførere i centralkomitéen, at være til stede ved mødet. Mao Zedong meddelte officielt kulturrevolutionen som afsluttet i 1969 efter en voksende opposition i landet. Ifølge den almindelige opfattelse blev kulturrevolutionen først afsluttet med anholdelsen af Firebanden under Hua Guofeng i 1976.
Kulturrevolutionens primære mål var at udrydde borgerlig tankegang i hele det kinesiske samfund og erstatte det med socialisme. Tidligere havde den kinesiske kommunisme næsten kun været udbredt i statsapparatet og produktionsmidlerne. Mao Zedongs vigtigste middel til at gennemføre denne kampagne var rødgardisterne, en milits af unge mennesker hovedsageligt fra storbyerne, som rejste rundt med tog i hele landet, og med jævne mellemrum holdt gigantiske stormøder. Mao Zedongs efterfølger Lin Biao kom under mistanke for kupforsøg og omkom uforklarligt ved en flyulykke i 1971.